# Floorball Deutschland Pokal

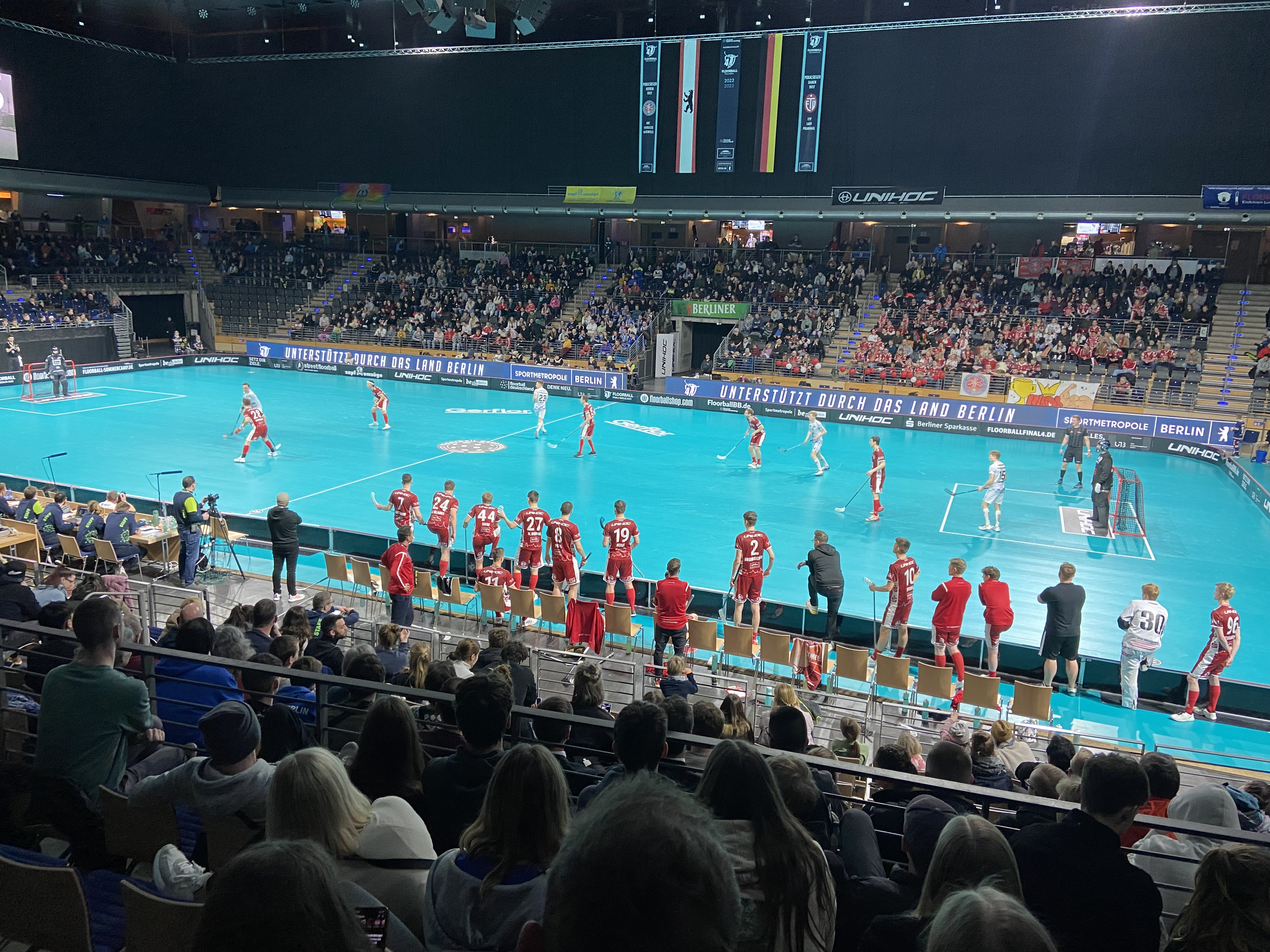
Pokalfinale der Herren 2023 in Berlin

Der Floorball Deutschland Pokal, kurz meist FD-Pokal genannt, ist ein seit 2008 ausgespielter Pokalwettbewerb für deutsche Floorball-Herrenmannschaften auf dem Großfeld. Ausgerichtet wird er von Floorball Deutschland (ehemals Deutscher Unihockey Bund, DUB). Vor der Umbenennung des Verbandes im Jahr 2010 hieß der Pokalwettbewerb DUB-Pokal.
In der Saison 2010/11 wurde auch erstmals ein Pokalwettbewerb für Damenmannschaften ausgespielt. Näheres dazu siehe hier: Floorball Deutschland Pokal (Frauen).

## Titelträger
| Saison Final4-Ausrichter | 1. Platz                                 | 2. Platz                                 | Erg.                                     | Halbfinalisten                                                                                    |                                          |
| ------------------------ | ---------------------------------------- | ---------------------------------------- | ---------------------------------------- | ------------------------------------------------------------------------------------------------- | ---------------------------------------- |
| 2024/25 Zwickau          | UHC Sparkasse Weißenfels                 | ETV Piranhhas Hamburg                    | 5:4                                      | TSV Tollwut Ebersgöns (2:12 gegen Weißenfels) Floor Fighters Chemnitz (4:5 n. PS. gegen Hamburg)  |                                          |
| 2023/24 Berlin           | Floor Fighters Chemnitz                  | ETV Piranhhas Hamburg                    | 9:8                                      | MFBC Leipzig (8:9 n. V. gegen Chemnitz) TV Schriesheim (3:6 gegen Hamburg)                        |                                          |
| 2022/23 Berlin           | UHC Sparkasse Weißenfels                 | TV Schriesheim                           | 9:6                                      | DJK Holzbüttgen (7:8 n. V. gegen Schriesheim) VfL Red Hocks Kaufering (5:7 gegen Weißenfels)      |                                          |
| 2021/22 Berlin           | UHC Sparkasse Weißenfels                 | DJK Holzbüttgen                          | 5:3                                      | ETV Piranhhas Hamburg (3:7 gegen Weißenfels) Berlin Rockets (3:8 gegen Holzbüttgen)               |                                          |
| 2020/21 Berlin           | Aufgrund der Corona-Pandemie ohne Sieger | Aufgrund der Corona-Pandemie ohne Sieger | Aufgrund der Corona-Pandemie ohne Sieger | Aufgrund der Corona-Pandemie ohne Sieger                                                          | Aufgrund der Corona-Pandemie ohne Sieger |
| 2019/20 Berlin           | Aufgrund der Corona-Pandemie ohne Sieger | Aufgrund der Corona-Pandemie ohne Sieger | Aufgrund der Corona-Pandemie ohne Sieger | Berlin Rockets, MFBC Leipzig, DJK Holzbüttgen und Floor Fighters Chemnitz                         |                                          |
| 2018/19 Leipzig          | TV Lilienthal                            | Red Devils Wernigerode                   | 8:5                                      | UHC Sparkasse Weißenfels (4:5 n. V. gegen Lilienthal) MFBC Leipzig (5:6 n. PS. gegen Wernigerode) |                                          |
| 2017/18 Berlin           | UHC Sparkasse Weißenfels                 | Red Devils Wernigerode                   | 7:6                                      | BAT Berlin (2:3 n. V. gegen Wernigerode) TV Lilienthal (7:10 gegen Weißenfels)                    |                                          |
| 2016/17 Dessau-Roßlau    | UHC Sparkasse Weißenfels                 | BAT Berlin                               | 6:5 n. V.                                | TV Lilienthal (4:8 gegen Weißenfels) DJK Holzbüttgen (3:8 gegen Berlin)                           |                                          |
| 2015/16 Döbeln           | UHC Sparkasse Weißenfels                 | VfL Red Hocks Kaufering                  | 9:5                                      | UHC Döbeln (3:12 gegen Weißenfels) Red Devils Wernigerode (3:5 gegen Kaufering)                   |                                          |
| 2014/15 Chemnitz         | UHC Sparkasse Weißenfels                 | Red Devils Wernigerode                   | 7:2                                      | Floor Fighters Chemnitz (6:7 n. V. gegen Weißenfels) SSF Dragons Bonn (5:14 gegen Wernigerode)    |                                          |
| 2013/14 Wyk auf Föhr     | UHC Sparkasse Weißenfels                 | Red Devils Wernigerode                   | 9:4                                      | VfL Red Hocks Kaufering (6:8 gegen Weißenfels) SSF Dragons Bonn (5:6 n. V. gegen Wernigerode)     |                                          |
| 2012/13 Chemnitz         | Red Devils Wernigerode                   | ETV Hamburg                              | 5:4                                      | SSF Dragons Bonn (6:7 n. V. gegen Wernigerode) MFBC Löwen Leipzig (5:6 n. V. gegen Hamburg)       |                                          |
| 2011/12 Hamburg          | UHC Sparkasse Weißenfels                 | Red Devils Wernigerode                   | 10:7                                     | Unihockey Igels Dresden (6:23 gegen Weißenfels) TV Eiche Horn (3:4 gegen Wernigerode)             |                                          |
| 2010/11 Ingolstadt       | UHC Sparkasse Weißenfels                 | UHC Döbeln 06                            | 14:7                                     | ETV Hamburg (4:5 gegen Weißenfels) TV Eiche Horn (3:4 gegen Döbeln)                               |                                          |
| 2009/10 Leipzig          | ETV Hamburg                              | UHC Sparkasse Weißenfels                 | 5:3                                      | UC Heidelberg (3:7 gegen Hamburg) UHC Döbeln 06 (6:8 gegen Weißenfels)                            |                                          |
| 2008/09 Leipzig          | UHC Sparkasse Weißenfels                 | SG BA Tempelhof                          | 8:3                                      | SC DHfK Leipzig (4:9 gegen Weißenfels) MFBC Löwen Leipzig (5:10 gegen Tempelhof)                  |                                          |
| 2007/08 Magdeburg        | UHC Sparkasse Weißenfels                 | TV Eiche Horn                            | 12:2                                     | TSV Neuwittenbek (3:13 gegen Weißenfels) UC Heidelberg (6:9 gegen Eiche Horn)                     |                                          |

## Statistik
| Pokalsiege: - 12 ×: UHC Sparkasse Weißenfels - 1 ×: ETV Piranhhas Hamburg - 1 ×: Red Devils Wernigerode - 1 ×: TV Lilienthal - 1 ×: Floor Fighters Chemnitz Vizepokalsiege: - 5 ×: Red Devils Wernigerode - 3 ×: ETV Piranhhas Hamburg - 2 ×: SG BA Tempelhof/BAT Berlin - 1 ×: UHC Döbeln 06 - 1 ×: TV Eiche Horn Bremen - 1 ×: UHC Sparkasse Weißenfels - 1 ×: VfL Red Hocks Kaufering - 1 ×: DJK Holzbüttgen - 1 ×: TV Schriesheim | Finalteilnahmen: - 13 ×: UHC Sparkasse Weißenfels - 6 ×: Red Devils Wernigerode - 4 ×: ETV Piranhhas Hamburg - 2 ×: SG BA Tempelhof/BAT Berlin - 1 ×: UHC Döbeln 06 - 1 ×: TV Eiche Horn Bremen - 1 ×: VfL Red Hocks Kaufering - 1 ×: TV Lilienthal - 1 ×: DJK Holzbüttgen - 1 ×: TV Schriesheim - 1 ×: Floor Fighters Chemnitz 5 höchste Finalsiege: - 10 Tore: Weißenfels – Eiche Horn 12:2 (2008) - 07 Tore: Weißenfels – Döbeln 14:7 (2011) - 05 Tore: Weißenfels – Tempelhof 8:3 (2009) - 05 Tore: Weißenfels – Wernigerode 9:4 (2014) - 05 Tore: Weißenfels – Wernigerode 7:2 (2015) | Final4-Teilnahmen: - 14 ×: UHC Sparkasse Weißenfels - 6 ×: Red Devils Wernigerode - 6 ×: ETV Piranhhas Hamburg - 5 ×: SG BA Tempelhof / BAT Berlin / Rockets - 5 ×: Löwen / MFBC Leipzig - 4 ×: DJK Holzbüttgen - 4 ×: Floor Fighters Chemnitz - 3 ×: TV Eiche Horn Bremen - 3 ×: SSF Dragons Bonn - 3 ×: UHC Döbeln 06 - 3 ×: TV Lilienthal - 3 ×: VfL Red Hocks Kaufering - 2 ×: UC Heidelberg - 2 ×: TV Schriesheim - 1 ×: SC DHfK Leipzig - 1 ×: TSV Neuwittenbek - 1 ×: Unihockey Igels Dresden - 1 ×: TSV Tollwut Ebersgöns |